# Rappresentanti del Maryland
Il Maryland è attualmente rappresentato alla Camera dei rappresentanti degli Stati Uniti da otto delegati, eletti in distretti uninominali con il sistema first-past-the-post ogni due anni. 
Il numero dei delegati è proporzionale alla popolazione dello stato, pertanto la rappresentanza alla Camera è variata nel corso della storia dello stato, da un minimo di cinque ad un massimo di nove rappresentanti. Dal 1963 lo stato conta otto delegati alla Camera, numero confermato anche dall'ultimo censimento del 2020.

## Elenco

### Distretto congressualeat-large
Dopo il censimento del 1960 al Maryland fu assegnato un ottavo rappresentante, un aumento rispetto alla sua ripartizione del 1950-1960. Dal 1963 al 1967 lo stato ha mantenuto i sette distretti che aveva utilizzato dal 1953 ed ha utilizzato un rappresentante at-large, ossia rappresentante tutto lo stato. Dopo il 1967, tuttavia, otto distretti furono ridisegnati e il distretto at-large è stato eliminato.
| N. | Foto | Rappresentante     | Partito     | Carica         | Carica         | Congresso | Mandati | Elezioni                              |
| N. | Foto | Rappresentante     | Partito     | Inizio         | Termine        | Congresso | Mandati | Elezioni                              |
| -- | ---- | ------------------ | ----------- | -------------- | -------------- | --------- | ------- | ------------------------------------- |
| 1  |      | Carlton R. Sickles | Democratico | 3 gennaio 1963 | 3 gennaio 1967 | 88 · 89   | 2       | 1962 · 1964 Candidatosi a Governatore |

### 1º distretto
| N.                                        | Foto    | Rappresentante            | Partito                             | Carica            | Carica            | Congresso                                           | Mandati | Elezioni |
| N.                                        | Foto    | Rappresentante            | Partito                             | Inizio            | Termine           | Congresso                                           | Mandati | Elezioni |
| ----------------------------------------- | ------- | ------------------------- | ----------------------------------- | ----------------- | ----------------- | --------------------------------------------------- | ------- | --- |
| Il distretto venne creato il 4 marzo 1789 |         |                           |                                     |                   |                   |                                                     |         | |
| 1                                         |         | Michael J. Stone          | Anti-Amministrazione                | 4 marzo 1789      | 3 marzo 1791      | 1                                                   | 1       | 1789 Perse la rielezione |
| 2                                         |         | Philip Key                | Pro-Amministrazione                 | 4 marzo 1791      | 3 marzo 1793      | 2                                                   | 1       | 1790 Perse la rielezione |
| 3                                         |         | George Dent               | Pro-Amministrazione poi Federalista | 4 marzo 1793      | 3 marzo 1801      | 3 · 4 · 5 · 6                                       | 4       | 1792 · 1794 · 1796 · 1798 Non ricandidatosi                                                                                             |
| 4                                         |         | John Campbell             | Federalista                         | 4 marzo 1801      | 3 marzo 1811      | 7 · 8 · 9 · 10 · 11                                 | 5       | 1801 · 1803 · 1804 · 1806 · 1808 Non ricandidatosi                                                                                      |
| 5                                         |         | Philip Stuart             | Federalista                         | 4 marzo 1811      | 3 marzo 1819      | 12 · 13 · 14 · 15                                   | 4       | 1810 · 1812 · 1814 · 1816 Non ricandidatosi                                                                                             |
| 6                                         |         | Raphael Neale             | Federalista                         | 4 marzo 1819      | 3 marzo 1825      | 16 · 17 · 18                                        | 3       | 1818 · 1820 · 1822 Perse la rielezione                                                                                                  |
| 7                                         |         | Clement Dorsey            | Anti-Jacksoniano                    | 4 marzo 1825      | 3 marzo 1831      | 19 · 20 · 21                                        | 3       | 1824 · 1826 · 1828 Non ricandidatosi |
| 8                                         |         | Daniel Jenifer            | Anti-Jacksoniano                    | 4 marzo 1831      | 3 marzo 1833      | 22                                                  | 1       | 1831 |
| 9                                         |         | Littleton Purnell Dennis  | Anti-Jacksoniano                    | 4 marzo 1833      | 14 aprile 1834    | 23                                                  | 1⁄2     | 1833 Deceduto |
| Vacante                                   | Vacante | Vacante                   | Vacante                             | 14 aprile 1834    | 29 maggio 1834    | 23                                                  |         | |
| 10                                        |         | John N. Steele            | Anti-Jacksoniano                    | 29 maggio 1834    | 3 marzo 1838      | 23 · 24                                             | 1 1⁄2   | Eletto per terminare il mandato di Dennis · 1835                                                                                        |
| 11                                        |         | John Dennis               | Whig                                | 4 marzo 1837      | 3 marzo 1841      | 25 · 26                                             | 2       | 1837 · 1839 |
| 12                                        |         | Isaac D. Jones            | Whig                                | 4 marzo 1841      | 3 marzo 1843      | 27                                                  | 1       | 1841 |
| 13                                        |         | John Causin               | Whig                                | 4 marzo 1843      | 3 marzo 1845      | 28                                                  | 1       | 1844 |
| 14                                        |         | John G. Chapman           | Whig                                | 4 marzo 1845      | 3 marzo 1849      | 29 · 30                                             | 2       | 1845 · 1847 |
| 15                                        |         | Richard Bowie             | Whig                                | 4 marzo 1849      | 3 marzo 1853      | 31 · 32                                             | 2       | 1849 · 1851 |
| 16                                        |         | John R. Franklin          | Whig                                | 4 marzo 1853      | 3 marzo 1855      | 33                                                  | 1       | 1853 |
| 17                                        |         | James A. Stewart          | Democratico                         | 4 marzo 1855      | 3 marzo 1861      | 34 · 35 · 36                                        | 3       | 1855 · 1857 · 1859 |
| 18                                        |         | John W. Crisfield         | Union                               | 4 marzo 1861      | 3 marzo 1863      | 37                                                  | 1       | 1861 |
| 19                                        |         | John A. J. Creswell       | Unconditional Union                 | 4 marzo 1863      | 3 marzo 1865      | 38                                                  | 1       | 1863 Perse la rielezione |
| 20                                        |         | Hiram McCullough          | Democratico                         | 4 marzo 1865      | 3 marzo 1869      | 39 · 40                                             | 2       | 1864 · 1866 |
| 21                                        |         | Samuel Hambleton          | Democratico                         | 4 marzo 1869      | 3 marzo 1873      | 41 · 42                                             | 2       | 1868 · 1870 |
| 22                                        |         | Ephraim King Wilson II    | Democratico                         | 4 marzo 1873      | 3 marzo 1875      | 43                                                  | 1       | 1872 |
| 23                                        |         | Philip Francis Thomas     | Democratico                         | 4 marzo 1875      | 3 marzo 1877      | 44                                                  | 1       | 1874 |
| 24                                        |         | Daniel Maynadier Henry    | Democratico                         | 4 marzo 1877      | 3 marzo 1881      | 45 · 46                                             | 2       | 1876 · 1878 |
| 25                                        |         | George W. Covington       | Democratico                         | 4 marzo 1881      | 3 marzo 1885      | 47 · 48                                             | 2       | 1880 · 1882 Non ricandidatosi |
| 26                                        |         | Charles H. Gibson         | Democratico                         | 4 marzo 1885      | 3 marzo 1891      | 49 · 50 · 51                                        | 3       | 1884 · 1886 · 1888 Non ricandidatosi |
| 27                                        |         | Henry Page                | Democratico                         | 4 marzo 1891      | 3 settembre 1892  | 52                                                  | 1⁄2     | 1890 Divenuto giudice della Corte suprema del Maryland                                                                                  |
| Vacante                                   | Vacante | Vacante                   | Vacante                             | 3 settembre 1892  | 8 novembre 1892   | 52                                                  |         | |
| 28                                        |         | John B. Brown             | Democratico                         | 8 novembre 1892   | 3 marzo 1893      | 52                                                  | 1⁄2     | Eletto per terminare il mandato di Page Non ricandidatosi                                                                               |
| 29                                        |         | Robert F. Brattan         | Democratico                         | 4 marzo 1893      | 10 maggio 1894    | 53                                                  | 1⁄2     | 1892 Deceduto |
| Vacante                                   | Vacante | Vacante                   | Vacante                             | 10 maggio 1894    | 6 novembre 1894   | 53                                                  |         | |
| 30                                        |         | Winder Laird Henry        | Democratico                         | 6 novembre 1894   | 3 marzo 1895      | 53                                                  | 1⁄2     | Eletto per terminare il mandato di Brittan Non ricandidatosi                                                                            |
| 31                                        |         | Joshua W. Miles           | Democratico                         | 4 marzo 1895      | 3 marzo 1897      | 54                                                  | 1       | 1894 Perse la rielezione |
| 32                                        |         | Isaac A. Barber           | Repubblicano                        | 4 marzo 1895      | 3 marzo 1897      | 55                                                  | 1       | 1896 |
| 33                                        |         | John Walter Smith         | Democratico                         | 4 marzo 1899      | 12 gennaio 1900   | 56                                                  | 1⁄2     | 1898 Eletto Governatore |
| Vacante                                   | Vacante | Vacante                   | Vacante                             | 12 gennaio 1900   | 6 novembre 1900   | 56                                                  |         | |
| 34                                        |         | Josiah Kerr               | Repubblicano                        | 6 novembre 1900   | 3 marzo 1901      | 56                                                  | 1⁄2     | Eletto per terminare il mandato di Smith Non ricandidatosi                                                                              |
| 35                                        |         | William Humphreys Jackson | Repubblicano                        | 4 marzo 1901      | 3 marzo 1905      | 57 · 58                                             | 2       | 1900 · 1902 Perse la rielezione |
| 36                                        |         | Thomas Alexander Smith    | Democratico                         | 4 marzo 1905      | 3 marzo 1907      | 59                                                  | 1       | 1904 Perse la rielezione |
| 37                                        |         | William Humphreys Jackson | Repubblicano                        | 4 marzo 1907      | 3 marzo 1909      | 60                                                  | 1       | 1906 Perse la rielezione |
| 38                                        |         | J. Harry Covington        | Democratico                         | 4 marzo 1909      | 30 settembre 1914 | 61 · 62 · 63                                        | 2 1⁄2   | 1908 · 1910 · 1912 Dimessosi |
| Vacante                                   | Vacante | Vacante                   | Vacante                             | 30 settembre 1914 | 3 novembre 1914   | 63                                                  |         | |
| 39                                        |         | Jesse Price               | Democratico                         | 30 settembre 1914 | 3 marzo 1919      | 63 · 64 · 65                                        | 2 1⁄2   | Eletto per terminare il mandato di Covington · 1914 · 1916 Perse la rielezione                                                          |
| 40                                        |         | William N. Andrews        | Repubblicano                        | 4 marzo 1919      | 3 marzo 1921      | 66                                                  | 1       | 1918 Perse la rielezione |
| 41                                        |         | Thomas Alan Goldsborough  | Democratico                         | 4 marzo 1921      | 5 aprile 1939     | 67 · 68 · 69 · 70 · 71 · 72 · 73 · 74 · 75 · 76     | 9 1⁄2   | 1920 · 1922 · 1924 · 1926 · 1928 · 1930 · 1932 · 1934 · 1936 · 1938 Divenuto giudice della Corte distrettuale del distretto di Columbia |
| Vacante                                   | Vacante | Vacante                   | Vacante                             | 5 aprile 1939     | 8 giugno 1939     | 76                                                  |         | |
| 42                                        |         | David Jenkins Ward        | Democratico                         | 8 giugno 1939     | 3 gennaio 1945    | 76 · 77 · 78                                        | 2 1⁄2   | Eletto per terminare il mandato di Goldsborough · 1940 · 1942 Perse la rielezione                                                       |
| 43                                        |         | Dudley Roe                | Democratico                         | 3 gennaio 1945    | 3 gennaio 1947    | 79                                                  | 1       | 1944 Perse la rielezione |
| 44                                        |         | Edward Tylor Miller       | Repubblicano                        | 3 gennaio 1947    | 3 gennaio 1959    | 80 · 81 · 82 · 83 · 84 · 85                         | 6       | 1946 · 1948 · 1950 · 1952 · 1954 · 1956 Perse la rielezione                                                                             |
| 45                                        |         | Thomas Francis Johnson    | Democratico                         | 3 gennaio 1959    | 3 gennaio 1963    | 86 · 87                                             | 2       | 1958 · 1960 Perse la rielezione |
| 46                                        |         | Rogers Morton             | Repubblicano                        | 3 gennaio 1963    | 29 gennaio 1971   | 88 · 89 · 90 · 91 · 92                              | 4 1⁄2   | 1962 · 1964 · 1966 · 1968 · 1970 Divenuto Segretario degli Interni                                                                      |
| Vacante                                   | Vacante | Vacante                   | Vacante                             | 29 gennaio 1971   | 25 maggio 1971    | 92                                                  |         | |
| 47                                        |         | William Oswald Mills      | Repubblicano                        | 25 maggio 1971    | 24 maggio 1973    | 92 · 93                                             | 2       | Eletto per terminare il mandato di Morton · 1972 Deceduto                                                                               |
| Vacante                                   | Vacante | Vacante                   | Vacante                             | 24 maggio 1973    | 21 agosto 1973    | 93                                                  |         | |
| 48                                        |         | Robert Bauman             | Repubblicano                        | 21 agosto 1973    | 3 gennaio 1981    | 93 · 94 · 95 · 96                                   | 3 1⁄2   | Eletto per terminare il mandato di Mills · 1974 · 1976 · 1978 Perse la rielezione                                                       |
| 49                                        |         | Roy Dyson                 | Democratico                         | 3 gennaio 1981    | 3 gennaio 1991    | 97 · 98 · 99 · 100 · 101                            | 5       | 1980 · 1982 · 1984 · 1986 · 1988 Perse la rielezione                                                                                    |
| 50                                        |         | Wayne Gilchrest           | Repubblicano                        | 3 gennaio 1991    | 3 gennaio 2009    | 102 · 103 · 104 · 105 · 106 · 107 · 108 · 109 · 110 | 9       | 1990 · 1992 · 1994 · 1996 · 1998 · 2000 · 2002 · 2004 · 2006 Non ottenne la ricandidatura                                               |
| 51                                        |         | Frank Kratovil            | Democratico                         | 3 gennaio 2009    | 3 gennaio 2011    | 111                                                 | 1       | 2008 Perse la rielezione |
| 52                                        |         | Andy Harris               | Repubblicano                        | 3 gennaio 2011    | in carica         | 112 · 113 · 114 · 115 · 116 · 117 · 118 · 119       | 8       | 2010 · 2012 · 2014 · 2016 · 2018 · 2020 · 2022 · 2024                                                                                   |

### 2º distretto
| N.                                        | Foto    | Rappresentante                  | Partito                                           | Carica           | Carica           | Congresso                                                       | Mandati | Elezioni |
| N.                                        | Foto    | Rappresentante                  | Partito                                           | Inizio           | Termine          | Congresso                                                       | Mandati | Elezioni |
| ----------------------------------------- | ------- | ------------------------------- | ------------------------------------------------- | ---------------- | ---------------- | --------------------------------------------------------------- | ------- | --- |
| Il distretto venne creato il 4 marzo 1789 |         |                                 |                                                   |                  |                  |                                                                 |         | |
| 1                                         |         | Joshua Seney                    | Anti-Amministrazione                              | 4 marzo 1789     | 6 dicembre 1792  | 1 · 2                                                           | 1 1⁄2   | 1789 · 1790 Dimessosi per divenire giudice del 3° distretto giudiziale                                             |
| Vacante                                   | Vacante | Vacante                         | Vacante                                           | 6 dicembre 1792  | 30 gennaio 1793  | 2                                                               |         | |
| 2                                         |         | William Hindman                 | Pro-Amministrazione                               | 30 gennaio 1793  | 3 marzo 1793     | 2                                                               | 1⁄2     | Eletto per terminare il mandato di Seney Rieletto nel 7° distretto                                                 |
| 3                                         |         | John Francis Mercer             | Anti-Amministrazione                              | 4 marzo 1793     | 13 aprile 1794   | 3                                                               | 1⁄2     | 1792 Dimessosi |
| Vacante                                   | Vacante | Vacante                         | Vacante                                           | 13 aprile 1794   | 11 novembre 1794 | 3                                                               |         | |
| 4                                         |         | Gabriel Duvall                  | Anti-Amministrazione poi Democratico-Repubblicano | 11 novembre 1794 | 28 marzo 1796    | 3 · 4                                                           | 1       | Eletto per terminare il mandato di Mercer · 1794 Dimessosi per diventare giudice della Corte Generale del Maryland |
| Vacante                                   | Vacante | Vacante                         | Vacante                                           | 28 marzo 1796    | 5 maggio 1796    | 4                                                               |         | |
| 5                                         |         | Richard Sprigg Jr.              | Democratico-Repubblicano                          | 5 maggio 1796    | 3 marzo 1799     | 4 · 5                                                           | 1 1⁄2   | Eletto per terminare il mandato di Duvall · 1796 Perse la rielezione                                               |
| 6                                         |         | John Chew Thomas                | Federalista                                       | 4 marzo 1799     | 3 marzo 1801     | 6                                                               | 1       | 1798 Perse la rielezione                                                                                           |
| 7                                         |         | Richard Sprigg Jr.              | Democratico-Repubblicano                          | 4 marzo 1801     | 11 febbraio 1802 | 7                                                               | 1⁄2     | 1801 Dimessosi |
| Vacante                                   | Vacante | Vacante                         | Vacante                                           | 11 febbraio 1802 | 24 marzo 1802    | 7                                                               |         | |
| 8                                         |         | Walter Bowie                    | Democratico-Repubblicano                          | 24 marzo 1802    | 3 marzo 1805     | 7 · 8                                                           | 1 1⁄2   | Eletto per terminare il mandato di Sprigg · 1803 Dimessosi                                                         |
| 9                                         |         | Leonard Covington               | Democratico-Repubblicano                          | 4 marzo 1805     | 3 marzo 1807     | 9                                                               | 1       | 1804 Perse la rielezione                                                                                           |
| 10                                        |         | Archibald Van Horne             | Democratico-Repubblicano                          | 4 marzo 1807     | 3 marzo 1811     | 10 · 11                                                         | 2       | 1806 · 1808 Non ricandidatosi                                                                                      |
| 11                                        |         | Joseph Kent                     | Democratico-Repubblicano                          | 4 marzo 1811     | 3 marzo 1815     | 12 · 13                                                         | 2       | 1810 · 1812 Perse la rielezione                                                                                    |
| 12                                        |         | John Carlyle Herbert            | Federalista                                       | 4 marzo 1815     | 3 marzo 1819     | 14 · 15                                                         | 2       | 1814 · 1816 Non ricandidatosi                                                                                      |
| 13                                        |         | Joseph Kent                     | Democratico-Repubblicano poi Anti-Jacksoniano     | 4 marzo 1819     | 6 gennaio 1826   | 16 · 17 · 18 · 19                                               | 3 1⁄2   | 1818 · 1820 · 1822 · 1824 Divenuto Governatore                                                                     |
| Vacante                                   | Vacante | Vacante                         | Vacante                                           | 6 gennaio 1826   | 1° febbraio 1826 | 19                                                              |         | |
| 14                                        |         | John Crompton Weems             | Jacksoniano                                       | 1° febbraio 1826 | 3 marzo 1829     | 19 · 20                                                         | 1 1⁄2   | Eletto per terminare il mandato di Kent · 1826                                                                     |
| 15                                        |         | Benedict Joseph Semmes          | Anti-Jacksoniano                                  | 4 marzo 1829     | 3 marzo 1833     | 21 · 22                                                         | 2       | 1829 · 1831 |
| 16                                        |         | Richard Bennett Carmichael      | Jacksoniano                                       | 4 marzo 1833     | 3 marzo 1835     | 23                                                              | 1       | 1833 |
| 17                                        |         | James Alfred Pearce             | Whig                                              | 4 marzo 1835     | 3 marzo 1839     | 24 · 25                                                         | 2       | 1835 · 1837 |
| 18                                        |         | Philip Francis Thomas           | Democratico                                       | 4 marzo 1839     | 3 marzo 1841     | 26                                                              | 1       | 1839 |
| 19                                        |         | James Alfred Pearce             | Whig                                              | 4 marzo 1841     | 3 marzo 1843     | 27                                                              | 1       | 1841 |
| 20                                        |         | Francis Brengle                 | Whig                                              | 4 marzo 1843     | 3 marzo 1845     | 28                                                              | 1       | 1844 |
| 21                                        |         | Thomas Johns Perry              | Democratico                                       | 4 marzo 1845     | 3 marzo 1847     | 29                                                              | 1       | 1845 |
| 22                                        |         | James Dixon Roman               | Whig                                              | 4 marzo 1847     | 3 marzo 1849     | 30                                                              | 1       | 1847 |
| 23                                        |         | William Thomas Hamilton         | Democratico                                       | 4 marzo 1849     | 3 marzo 1853     | 31 · 32                                                         | 2       | 1849 · 1851 Ricandidatosi nel 5° distretto                                                                         |
| 24                                        |         | Jacob Shower                    | Democratico                                       | 4 marzo 1853     | 3 marzo 1855     | 33                                                              | 1       | 1853 |
| 25                                        |         | James Barroll Ricaud            | Americano                                         | 4 marzo 1855     | 3 marzo 1859     | 34 · 35                                                         | 2       | 1855 · 1857 |
| 26                                        |         | Edwin Hanson Webster            | Americano poi Unionista poi Unconditional Union   | 4 marzo 1859     | luglio 1865      | 36 · 37 · 38 · 39                                               | 3 1⁄2   | 1859 · 1861 · 1863 · 1864 Divenuto esattore doganale al porto di Baltimora                                         |
| Vacante                                   | Vacante | Vacante                         | Vacante                                           | luglio 1865      | 4 dicembre 1865  | 39                                                              |         | |
| 27                                        |         | John Lewis Thomas Jr.           | Unconditional Union                               | 4 dicembre 1865  | 3 marzo 1867     | 39                                                              | 1⁄2     | Eletto per terminare il mandato di Webster                                                                         |
| 28                                        |         | Stevenson Archer                | Democratico                                       | 4 marzo 1867     | 3 marzo 1875     | 40 · 41 · 42 · 43                                               | 4       | 1866 · 1868 · 1870 · 1872                                                                                          |
| 29                                        |         | Charles Boyle Roberts           | Democratico                                       | 4 marzo 1875     | 3 marzo 1879     | 44 · 45                                                         | 2       | 1874 · 1876 |
| 30                                        |         | Joshua Frederick Cockey Talbott | Democratico                                       | 4 marzo 1879     | 3 marzo 1885     | 46 · 47 · 48                                                    | 3       | 1878 · 1880 · 1882                                                                                                 |
| 31                                        |         | Frank Thomas Shaw               | Democratico                                       | 4 marzo 1885     | 3 marzo 1889     | 49 · 50                                                         | 2       | 1884 · 1886 |
| 32                                        |         | Herman Stump                    | Democratico                                       | 4 marzo 1889     | 3 marzo 1893     | 51 · 52                                                         | 2       | 1888 · 1890 |
| 33                                        |         | Joshua Frederick Cockey Talbott | Democratico                                       | 4 marzo 1893     | 3 marzo 1895     | 53                                                              | 1       | 1892 |
| 34                                        |         | William Benjamin Baker          | Repubblicano                                      | 4 marzo 1895     | 3 marzo 1901     | 54 · 55 · 56                                                    | 3       | 1894 · 1896 · 1898                                                                                                 |
| 35                                        |         | Albert Alexander Blakeney       | Repubblicano                                      | 4 marzo 1901     | 3 marzo 1903     | 57                                                              | 1       | 1900 |
| 36                                        |         | Joshua Frederick Cockey Talbott | Democratico                                       | 4 marzo 1903     | 5 ottobre 1918   | 58 · 59 · 60 · 61 · 62 · 63 · 64 · 65                           | 7 1⁄2   | 1902 · 1904 · 1906 · 1908 · 1910 · 1912 · 1914 · 1916 Deceduto                                                     |
| Vacante                                   | Vacante | Vacante                         | Vacante                                           | 5 ottobre 1918   | 5 novembre 1918  | 65                                                              |         | |
| 37                                        |         | Carville Dickinson Benson       | Democratico                                       | 5 novembre 1918  | 3 marzo 1921     | 65 · 66                                                         | 1 1⁄2   | Eletto per terminare il mandato di Talbott 1918                                                                    |
| 38                                        |         | Albert Alexander Blakeney       | Repubblicano                                      | 4 marzo 1921     | 3 marzo 1923     | 67                                                              | 1       | 1920 |
| 39                                        |         | Millard Evelyn Tydings          | Democratico                                       | 4 marzo 1923     | 3 marzo 1927     | 68 · 69                                                         | 2       | 1922 · 1924 |
| 40                                        |         | William Purington Cole Jr.      | Democratico                                       | 4 marzo 1927     | 3 marzo 1929     | 70                                                              | 1       | 1926 |
| 41                                        |         | Linwood Leon Clark              | Repubblicano                                      | 4 marzo 1929     | 3 marzo 1931     | 71                                                              | 1       | 1928 |
| 42                                        |         | William Purington Cole Jr.      | Democratico                                       | 4 marzo 1931     | 26 ottobre 1942  | 72 · 73 · 74 · 75 · 76 · 77                                     | 5 1⁄2   | 1930 · 1932 · 1934 · 1936 · 1938 · 1940 Deceduto                                                                   |
| Vacante                                   | Vacante | Vacante                         | Vacante                                           | 26 ottobre 1942  | 3 gennaio 1943   | 77                                                              |         | |
| 43                                        |         | Harry Streett Baldwin           | Democratico                                       | 3 gennaio 1943   | 3 gennaio 1947   | 78 · 79                                                         | 2       | 1942 · 1944 |
| 44                                        |         | Harry Streett Baldwin           | Democratico                                       | 3 gennaio 1947   | 3 gennaio 1949   | 80                                                              | 1       | 1946 |
| 45                                        |         | William P. Bolton               | Democratico                                       | 3 gennaio 1949   | 3 gennaio 1951   | 81                                                              | 1       | 1948 |
| 46                                        |         | James Patrick Sinnott Devereux  | Repubblicano                                      | 3 gennaio 1951   | 3 gennaio 1959   | 82 · 83 · 84 · 85                                               | 4       | 1950 · 1952 · 1954 · 1956                                                                                          |
| 47                                        |         | Daniel Baugh Brewster           | Democratico                                       | 3 gennaio 1959   | 3 gennaio 1963   | 86 · 87                                                         | 2       | 1958 · 1960 |
| 48                                        |         | Clarence Dickinson Long         | Democratico                                       | 3 gennaio 1963   | 3 gennaio 1985   | 88 · 89 · 90 · 91 · 92 · 93 · 94 · 95 · 96 · 97 · 98            | 11      | 1962 · 1964 · 1966 · 1968 · 1970 · 1972 · 1974 · 1976 · 1978 · 1980 · 1982                                         |
| 49                                        |         | Helen Delich Bentley            | Repubblicano                                      | 3 gennaio 1985   | 3 gennaio 1995   | 99 · 100 · 101 · 102 · 103                                      | 5       | 1984 · 1986 · 1988 · 1990 · 1992 Candidatasi a Governatore                                                         |
| 50                                        |         | Robert Ehrlich                  | Repubblicano                                      | 3 gennaio 1995   | 3 gennaio 2003   | 104 · 105 · 106 · 107                                           | 4       | 1994 · 1996 · 1998 · 2000 Candidatosi a Governatore                                                                |
| 51                                        |         | Dutch Ruppersberger             | Democratico                                       | 3 gennaio 2003   | 3 gennaio 2025   | 108 · 109 · 110 · 111 · 112 · 113 · 114 · 115 · 116 · 117 · 118 | 11      | 2002 · 2004 · 2006 · 2008 · 2010 · 2012 · 2014 · 2016 · 2018 · 2020 · 2022                                         |
| 52                                        |         | Johnny Olszewski                | Democratico                                       | 3 gennaio 2025   | in carica        | 119                                                             | 1       | 2024 |

### 3º distretto
| N.                                        | Foto    | Rappresentante               | Partito                              | Carica          | Carica          | Congresso                                                      | Mandati | Elezioni |
| N.                                        | Foto    | Rappresentante               | Partito                              | Inizio          | Termine         | Congresso                                                      | Mandati | Elezioni |
| ----------------------------------------- | ------- | ---------------------------- | ------------------------------------ | --------------- | --------------- | -------------------------------------------------------------- | ------- | --- |
| Il distretto venne creato il 4 marzo 1789 |         |                              |                                      |                 |                 |                                                                |         | |
| 1                                         |         | Benjamin Contee              | Anti-Amministrazione                 | 4 marzo 1789    | 3 marzo 1791    | 1                                                              | 1       | 1789 Perse la rielezione |
| 2                                         |         | William Pinkney              | Pro-Amministrazione                  | 4 marzo 1791    | 9 novembre 1791 | 2                                                              | 1⁄2     | 1790 Dimessosi per ineleggibilità                                                                                                  |
| Vacante                                   | Vacante | Vacante                      | Vacante                              | 9 novembre 1791 | 5 febbraio 1792 | 2                                                              |         | |
| 3                                         |         | John Francis Mercer          | Anti-Amministrazione                 | 5 febbraio 1792 | 3 marzo 1793    | 2                                                              | 1⁄2     | Eletto per terminare il mandato di Pinkney Ricandidatosi nel 2° distretto                                                          |
| 4                                         |         | Uriah Forrest                | Pro-Amministrazione                  | 4 marzo 1793    | 8 novembre 1794 | 3                                                              | 1⁄2     | 1792 · 1794 Dimessosi |
| Vacante                                   | Vacante | Vacante                      | Vacante                              | 8 novembre 1794 | 2 gennaio 1795  | 3                                                              |         | |
| 5                                         |         | Benjamin Edwards             | Pro-Amministrazione                  | 2 gennaio 1795  | 3 marzo 1795    | 3                                                              | 1⁄2     | Eletto per terminare il mandato di Forrest · Non ricandidatosi                                                                     |
| 6                                         |         | Jeremiah Crabb               | Federalista                          | 4 marzo 1795    | 1° giugno 1796  | 4                                                              | 1       | 1794 Dimessosi |
| Vacante                                   | Vacante | Vacante                      | Vacante                              | 1° giugno 1796  | 5 dicembre 1796 | 4                                                              |         | |
| 7                                         |         | William Craik                | Federalista                          | 5 dicembre 1796 | 3 marzo 1801    | 4 · 5 · 6                                                      | 2 1⁄2   | Eletto per terminare il mandato di Crabb · 1796 · 1798 Non ricandidatosi                                                           |
| 8                                         |         | Thomas Plater                | Federalista                          | 4 marzo 1801    | 3 marzo 1805    | 7 · 8                                                          | 2       | 1801 · 1803 Perse la rielezione |
| 9                                         |         | Patrick Magruder             | Democratico-Repubblicano             | 4 marzo 1805    | 3 marzo 1807    | 9                                                              | 1       | 1804 Perse la rielezione |
| 10                                        |         | Philip Barton Key            | Federalista                          | 4 marzo 1807    | 3 marzo 1813    | 10 · 11 · 12                                                   | 3       | 1806 · 1808 · 1810 Non ricandidatosi                                                                                               |
| 11                                        |         | Alexander Contee Hanson      | Federalista                          | 4 marzo 1813    | 1816            | 13 · 14                                                        | 1 1⁄2   | 1812 · 1814 Eletto al Senato |
| Vacante                                   | Vacante | Vacante                      | Vacante                              | 1816            | 7 ottobre 1816  | 14                                                             |         | |
| 12                                        |         | George Peter                 | Federalista                          | 7 ottobre 1816  | 3 marzo 1819    | 14 · 15                                                        | 1 1⁄2   | Eletto per terminare il mandato di Hanson · 1816 · 1816 Perse la rielezione                                                        |
| 13                                        |         | Henry Ridgely Warfield       | Federalista                          | 4 marzo 1819    | 3 marzo 1825    | 16 · 17 · 18                                                   | 3       | 1818 · 1820 · 1822 Non ricandidatosi                                                                                               |
| 14                                        |         | George Peter                 | Jacksoniano                          | 4 marzo 1825    | 3 marzo 1827    | 19                                                             | 1       | 1824 Perse la rielezione |
| 15                                        |         | George Corbin Washington     | Anti-Jacksoniano                     | 4 marzo 1827    | 3 marzo 1833    | 20 · 21 · 22                                                   | 3       | 1826 · 1829 · 1831 |
| 16                                        |         | James Turner                 | Jacksoniano                          | 4 marzo 1833    | 3 marzo 1837    | 23 · 24                                                        | 2       | 1833 · 1835 |
| 17                                        |         | John Tolley Hood Worthington | Democratico                          | 4 marzo 1837    | 3 marzo 1841    | 25 · 26                                                        | 2       | 1837 · 1839 |
| 18                                        |         | James Wray Williams          | Democratico                          | 4 marzo 1841    | 2 dicembre 1842 | 27                                                             | 1⁄2     | 1841 Deceduto |
| Vacante                                   | Vacante | Vacante                      | Vacante                              | 2 dicembre 1842 | 2 gennaio 1843  | 27                                                             |         | |
| 19                                        |         | Charles S. Sewall            | Democratico                          | 2 gennaio 1843  | 3 marzo 1843    | 27                                                             | 1⁄2     | Eletto per terminare il mandato di Williams                                                                                        |
| 20                                        |         | John Wethered                | Whig                                 | 4 marzo 1843    | 3 marzo 1845    | 28                                                             | 1       | 1844 |
| 21                                        |         | Thomas Watkins Ligon         | Democratico                          | 4 marzo 1845    | 3 marzo 1849    | 29 · 30                                                        | 2       | 1845 · 1847 |
| 22                                        |         | Edward Hammond               | Democratico                          | 4 marzo 1849    | 3 marzo 1853    | 31 · 32                                                        | 2       | 1849 · 1851 |
| 23                                        |         | Joshua Van Sant              | Democratico                          | 4 marzo 1853    | 3 marzo 1855    | 33                                                             | 1       | 1853 |
| 24                                        |         | James Morrison Harris        | Americano                            | 4 marzo 1855    | 3 marzo 1861    | 34 · 35 · 36                                                   | 3       | 1855 · 1857 · 1859 |
| 25                                        |         | Cornelius Leary              | Union                                | 4 marzo 1861    | 3 marzo 1863    | 37                                                             | 1       | 1861 |
| 26                                        |         | Henry Winter Davis           | Unconditional Union                  | 4 marzo 1863    | 3 marzo 1865    | 38                                                             | 1       | 1863 |
| 27                                        |         | Charles Edward Phelps        | Unconditional Union poi Conservatore | 4 marzo 1865    | 3 marzo 1869    | 39 · 40                                                        | 2       | 1864 · 1866 |
| 28                                        |         | Thomas Swann                 | Democratico                          | 4 marzo 1869    | 3 marzo 1873    | 41 · 42                                                        | 2       | 1868 · 1870 Ricandidatosi nel 4° distretto                                                                                         |
| 29                                        |         | William James O'Brien        | Democratico                          | 4 marzo 1873    | 3 marzo 1877    | 43 · 44                                                        | 2       | 1872 · 1874 |
| 30                                        |         | William Kimmel               | Democratico                          | 4 marzo 1877    | 3 marzo 1881    | 45 · 46                                                        | 2       | 1876 · 1878 |
| 31                                        |         | Fetter Schrier Hoblitzell    | Democratico                          | 4 marzo 1881    | 3 marzo 1885    | 47 · 48                                                        | 2       | 1880 · 1882 |
| 32                                        |         | William Hinson Cole          | Democratico                          | 4 marzo 1885    | 8 luglio 1886   | 49                                                             | 1⁄2     | 1884 Deceduto |
| Vacante                                   | Vacante | Vacante                      | Vacante                              | 8 luglio 1886   | 2 novembre 1886 | 49                                                             |         | |
| 33                                        |         | Harry Welles Rusk            | Democratico                          | 2 novembre 1886 | 3 marzo 1897    | 49 · 50 · 51 · 52 · 53 · 54                                    | 5 1⁄2   | Eletto per terminare il mandato di Cole · 1886 · 1888 · 1890 · 1892 · 1894                                                         |
| 34                                        |         | William Samuel Booze         | Repubblicano                         | 4 marzo 1897    | 3 marzo 1899    | 55                                                             | 1       | 1896 |
| 35                                        |         | Frank Charles Wachter        | Repubblicano                         | 4 marzo 1899    | 3 marzo 1907    | 56 · 57 · 58 · 59                                              | 4       | 1898 · 1900 · 1902 · 1904 |
| 36                                        |         | Harry Benjamin Wolf          | Democratico                          | 4 marzo 1907    | 3 marzo 1909    | 60                                                             | 1       | 1906 |
| 37                                        |         | John Kronmiller              | Repubblicano                         | 4 marzo 1909    | 3 marzo 1911    | 61                                                             | 1       | 1908 |
| 38                                        |         | George Konig                 | Democratico                          | 4 marzo 1911    | 31 maggio 1913  | 62 · 63                                                        | 1 1⁄2   | 1910 · 1912 Deceduto |
| Vacante                                   | Vacante | Vacante                      | Vacante                              | 31 maggio 1913  | 4 novembre 1913 | 63                                                             |         | |
| 39                                        |         | Charles Pearce Coady         | Democratico                          | 4 novembre 1913 | 3 marzo 1921    | 63 · 64 · 65 · 66                                              | 3 1⁄2   | Eletto per terminare il mandato di Konig · 1914 · 1916 · 1918                                                                      |
| 40                                        |         | John Philip Hill             | Repubblicano                         | 4 marzo 1921    | 3 marzo 1927    | 67 · 68 · 69                                                   | 3       | 1920 · 1922 · 1924 |
| 41                                        |         | Vincent Luke Palmisano       | Democratico                          | 4 marzo 1927    | 3 gennaio 1938  | 70 · 71 · 72 · 73 · 74 · 75                                    | 6       | 1926 · 1928 · 1930 · 1932 · 1934 · 1936                                                                                            |
| 42                                        |         | Thomas D'Alesandro Jr.       | Democratico                          | 3 gennaio 1939  | 16 maggio 1947  | 76 · 77 · 78 · 79 · 80                                         | 4 1⁄2   | 1938 · 1940 · 1942 · 1944 · 1946 Dimessosi per divenire sindaco di Baltimora                                                       |
| Vacante                                   | Vacante | Vacante                      | Vacante                              | 16 maggio 1947  | 15 luglio 1947  | 80                                                             |         | |
| 43                                        |         | Edward Garmatz               | Democratico                          | 15 luglio 1947  | 3 gennaio 1973  | 80 · 81 · 82 · 83 · 84 · 85 · 86 · 87 · 88 · 89 · 90 · 91 · 92 | 12 1⁄2  | Eletto per terminare il mandato di D'Alesandro · 1948 · 1950 · 1952 · 1954 · 1956 · 1958 · 1960 · 1962 · 1964 · 1966 · 1968 · 1970 |
| 44                                        |         | Paul Sarbanes                | Democratico                          | 3 gennaio 1973  | 3 gennaio 1977  | 93 · 94                                                        | 2       | 1972 · 1974 Candidatosi al Senato                                                                                                  |
| 45                                        |         | Barbara Mikulski             | Democratico                          | 3 gennaio 1977  | 3 gennaio 1987  | 95 · 96 · 97 · 98 · 99 ·                                       | 5       | 1976 · 1978 · 1980 · 1982 · 1984 · Candidatasi al Senato                                                                           |
| 46                                        |         | Ben Cardin                   | Democratico                          | 3 gennaio 1987  | 3 gennaio 2007  | 100 · 101 · 102 · 103 · 104 · 105 · 106 · 107 · 108 · 109      | 10      | 1986 · 1988 · 1990 · 1992 · 1994 · 1996 · 1998 · 2000 · 2002 · 2004 Candidatosi al Senato                                          |
| 47                                        |         | John Sarbanes                | Democratico                          | 3 gennaio 2007  | 3 gennaio 2025  | 110 · 111 · 112 · 113 · 114 · 115 · 116 · 117 · 118            | 19      | 2006 · 2008 · 2010 · 2012 · 2014 · 2016 · 2018 · 2020 · 2022 Non ricandidatosi                                                     |
| 48                                        |         | Sarah Elfreth                | Democratico                          | 3 gennaio 2025  | in carica       | 119                                                            | 1       | 2024 |

### 4º distretto
Il 4° distretto fu rappresentato da un deputato tra il 1789 ed il 1835, da due deputati dal 1835 al 1843 e nuovamente da un deputato dal 1843.
| N.                                                                | Foto    | Rappresentante        | Partito                                           | Carica          | Carica          | Congresso       | Mandati | Elezioni |
| N.                                                                | Foto    | Rappresentante        | Partito                                           | Inizio          | Termine         | Congresso       | Mandati | Elezioni |
| ----------------------------------------------------------------- | ------- | --------------------- | ------------------------------------------------- | --------------- | --------------- | --------------- | ------- | --- |
| Il distretto venne creato il 4 marzo 1789                         |         |                       |                                                   |                 |                 |                 |         | |
| 1                                                                 |         | William Smith         | Anti-Amministrazione                              | 4 marzo 1789    | 3 marzo 1791    | 1               | 1       | 1789 Non ricandidatosi                                                                                         |
| 2                                                                 |         | Samuel Sterett        | Anti-Amministrazione                              | 4 marzo 1791    | 3 marzo 1793    | 2               | 1       | 1790 |
| 3                                                                 |         | Thomas Sprigg         | Anti-Amministrazione poi Democratico-Repubblicano | 4 marzo 1793    | 3 marzo 1797    | 3 · 4           | 1⁄2     | 1792 · 1794 Non ricandidatosi                                                                                  |
| 4                                                                 |         | George Baer Jr.       | Federalista                                       | 4 marzo 1797    | 3 marzo 1801    | 5 · 6           | 2       | 1796 · 1798 Dimessosi                                                                                          |
| 5                                                                 |         | Daniel Hiester        | Democratico-Repubblicano                          | 4 marzo 1801    | 7 marzo 1804    | 7 · 8           | 2       | 1801 · 1803 Deceduto                                                                                           |
| Vacante                                                           | Vacante | Vacante               | Vacante                                           | 7 marzo 1804    | 6 novembre 1804 | 8               |         | |
| 6                                                                 |         | Roger Nelson          | Democratico-Repubblicano                          | 6 novembre 1804 | 14 maggio 1810  | 8 · 9 · 10 · 11 | 3 1⁄2   | Eletto per terminare il mandato di Hiester · 1804 · 1806 · 1810 Dimessosi per divenire giudice del 5° circuito |
| Vacante                                                           | Vacante | Vacante               | Vacante                                           | 14 maggio 1810  | 15 ottobre 1810 | 11              |         | |
| 7                                                                 |         | Samuel Ringgold       | Democratico-Repubblicano                          | 15 ottobre 1810 | 3 marzo 1815    | 11 · 12 · 13    | 2 1⁄2   | Eletto per terminare il mandato di Nelson · 1810 · 1812 Perse la rielezione                                    |
| 8                                                                 |         | George Baer Jr.       | Federalista                                       | 4 marzo 1815    | 3 marzo 1817    | 14              | 1       | 1814 Non ricandidatosi                                                                                         |
| 9                                                                 |         | Samuel Ringgold       | Democratico-Repubblicano                          | 4 marzo 1817    | 3 marzo 1821    | 15 · 16         | 2       | 1816 · 1818 Non ricandidatosi                                                                                  |
| 10                                                                |         | John Nelson           | Democratico-Repubblicano                          | 4 marzo 1821    | 3 marzo 1823    | 17              | 1       | 1820 Non ricandidatosi                                                                                         |
| 11                                                                |         | John Lee              | Federalista                                       | 4 marzo 1823    | 3 marzo 1825    | 18              | 1       | 1822 Perse la rielezione                                                                                       |
| 12                                                                |         | Thomas C. Worthington | Anti-Jacksoniano                                  | 4 marzo 1825    | 3 marzo 1827    | 19              | 1       | 1824 Non ricandidatosi                                                                                         |
| 13                                                                |         | Michael Sprigg        | Jacksoniano                                       | 4 marzo 1827    | 3 marzo 1831    | 20 · 21         | 2       | 1826 · 1829 Perse la rielezione                                                                                |
| 14                                                                |         | Francis Thomas        | Jacksoniano                                       | 4 marzo 1831    | 3 marzo 1833    | 22              | 1       | 1831 Ricandidatosi nel 7° distretto                                                                            |
| 15                                                                |         | James P. Heath        | Jacksoniano                                       | 4 marzo 1833    | 3 marzo 1835    | 23              | 1       | 1833 |
| Il distretto venne rappresentato da due delegati dal 4 marzo 1835 |         |                       |                                                   |                 |                 |                 |         | |

| Congresso | Periodo                         | Seggio A           | Seggio A                    | Seggio A  |                 | Seggio B                    | Seggio B                                 | Seggio B |
| Congresso | Periodo                         | Rappresentante     | Partito                     | Elezioni  | Rappresentante  | Partito                     | Elezioni                                 |          |
| --------- | ------------------------------- | ------------------ | --------------------------- | --------- | --------------- | --------------------------- | ---------------------------------------- | -------- |
| 24        | 4 marzo 1835 - 3 marzo 1837     | Benjamin C. Howard | Jacksoniano poi Democratico | 1835 1837 | Isaac McKim     | Jacksoniano poi Democratico | 1835 Deceduto                            |          |
| 25        | 4 marzo 1837 - 1° aprile 1838   | Benjamin C. Howard | Jacksoniano poi Democratico | 1835 1837 | Isaac McKim     | Jacksoniano poi Democratico | 1835 Deceduto                            |          |
| 25        | 1° aprile 1838 - 25 aprile 1838 | Benjamin C. Howard | Jacksoniano poi Democratico | 1835 1837 | Vacante         | Vacante                     | Vacante                                  |          |
| 25        | 25 aprile 1838 - 3 aprile 1839  | Benjamin C. Howard | Jacksoniano poi Democratico | 1835 1837 | John P. Kennedy | Whig                        | Eletto per terminare il mandato di McKim |          |
| 26        | 4 marzo 1839 - 3 marzo 1841     | James Carroll      | Democratico                 | 1839      | Solomon Hillen  | Democratico                 | 1839                                     |          |
| 27        | 4 marzo 1841 - 3 marzo 1843     | Alexander Randall  | Whig                        | 1841      | John P. Kennedy | Whig                        | 1841                                     |          |

| N.                                              | Foto    | Rappresentante          | Partito                              | Carica          | Carica          | Congresso                                                      | Mandati | Elezioni |
| N.                                              | Foto    | Rappresentante          | Partito                              | Inizio          | Termine         | Congresso                                                      | Mandati | Elezioni |
| ----------------------------------------------- | ------- | ----------------------- | ------------------------------------ | --------------- | --------------- | -------------------------------------------------------------- | ------- | --- |
| Il distretto tornò uninominale dal 4 marzo 1843 |         |                         |                                      |                 |                 |                                                                |         | |
| 16                                              |         | John P. Kennedy         | Whig                                 | 4 marzo 1843    | 3 marzo 1845    | 28                                                             | 1       | 1844 |
| 17                                              |         | William Fell Giles      | Democratico                          | 4 marzo 1845    | 3 marzo 1847    | 29                                                             | 1       | 1845 |
| 18                                              |         | Robert Milligan McLane  | Democratico                          | 4 marzo 1847    | 3 marzo 1851    | 30 · 31                                                        | 2       | 1847 · 1849 |
| 19                                              |         | Thomas Yates Walsh      | Whig                                 | 4 marzo 1851    | 3 marzo 1853    | 32                                                             | 1       | 1851 |
| 20                                              |         | William Thomas Hamilton | Democratico                          | 4 marzo 1853    | 3 marzo 1855    | 33                                                             | 1       | 1853 |
| 21                                              |         | Henry Winter Davis      | Americano                            | 4 marzo 1855    | 3 marzo 1861    | 34 · 35 · 36                                                   | 3       | 1855 · 1857 · 1859 |
| 22                                              |         | Henry May               | Union                                | 4 marzo 1861    | 3 marzo 1863    | 37                                                             | 1       | 1861 |
| 23                                              |         | Francis Thomas          | Unconditional Union poi Repubblicano | 4 marzo 1863    | 3 marzo 1869    | 38 · 39 · 40                                                   | 3       | 1863 · 1864 · 1866 |
| 24                                              |         | Patrick Hamill          | Democratico                          | 4 marzo 1869    | 3 marzo 1871    | 41                                                             | 1       | 1868 |
| 25                                              |         | John Ritchie            | Democratico                          | 4 marzo 1871    | 3 marzo 1873    | 42                                                             | 1       | 1870 |
| 26                                              |         | Thomas Swann            | Democratico                          | 4 marzo 1873    | 3 marzo 1879    | 43 · 44 · 45                                                   | 3       | 1872 · 1874 · 1876 |
| 27                                              |         | Robert Milligan McLane  | Democratico                          | 4 marzo 1879    | 3 marzo 1883    | 46 · 47                                                        | 2       | 1878 · 1880 |
| 28                                              |         | John Van Lear Findlay   | Democratico                          | 4 marzo 1883    | 3 marzo 1887    | 48 · 49                                                        | 2       | 1882 · 1884 |
| 29                                              |         | Isidor Rayner           | Democratico                          | 4 marzo 1887    | 3 marzo 1889    | 50                                                             | 1       | 1886 |
| 30                                              |         | Henry Stockbridge Jr.   | Repubblicano                         | 4 marzo 1889    | 3 marzo 1891    | 51                                                             | 1       | 1888 |
| 31                                              |         | Isidor Rayner           | Democratico                          | 4 marzo 1891    | 3 marzo 1895    | 52 · 53                                                        | 2       | 1890 · 1892 |
| 32                                              |         | John Kissig Cowen       | Democratico                          | 4 marzo 1895    | 3 marzo 1897    | 54                                                             | 1       | 1894 |
| 33                                              |         | William Watson McIntire | Repubblicano                         | 4 marzo 1897    | 3 marzo 1899    | 55                                                             | 1       | 1896 |
| 34                                              |         | James William Denny     | Democratico                          | 4 marzo 1899    | 3 marzo 1901    | 56                                                             | 1       | 1898 |
| 35                                              |         | Charles Reginald Schirm | Repubblicano                         | 4 marzo 1901    | 3 marzo 1903    | 57                                                             | 1       | 1900 |
| 36                                              |         | James William Denny     | Democratico                          | 4 marzo 1903    | 3 marzo 1905    | 58                                                             | 1       | 1902 |
| 37                                              |         | John Gill Jr.           | Democratico                          | 4 marzo 1905    | 3 marzo 1911    | 59 · 60 · 61                                                   | 3       | 1904 · 1906 · 1908 |
| 38                                              |         | John Charles Linthicum  | Democratico                          | 4 marzo 1911    | 5 ottobre 1932  | 62 · 63 · 64 · 65 · 66 · 67 · 68 · 69 · 70 · 71 · 72           | 10 1⁄2  | 1910 · 1912 · 1914 · 1916 · 1918 · 1920 · 1922 · 1924 · 1926 · 1928 · 1930 Deceduto                                   |
| Vacante                                         | Vacante | Vacante                 | Vacante                              | 5 ottobre 1932  | 8 novembre 1932 | 72                                                             |         | |
| 39                                              |         | Ambrose Jerome Kennedy  | Democratico                          | 8 novembre 1932 | 3 gennaio 1941  | 72 · 73 · 74 · 75 · 76                                         | 4 1⁄2   | Eletto per terminare il mandato di Linthicum · 1932 · 1934 · 1936 · 1938                                              |
| 40                                              |         | John Ambrose Meyer      | Democratico                          | 3 gennaio 1941  | 3 gennaio 1943  | 77                                                             | 1       | 1940 |
| 41                                              |         | Daniel Ellison          | Repubblicano                         | 3 gennaio 1943  | 3 gennaio 1945  | 78                                                             | 1       | 1942 |
| 42                                              |         | George Hyde Fallon      | Democratico                          | 3 gennaio 1945  | 3 gennaio 1971  | 79 · 80 · 81 · 82 · 83 · 84 · 85 · 86 · 87 · 88 · 89 · 90 · 91 | 13      | 1944 · 1946 · 1948 · 1950 · 1952 · 1954 · 1956 · 1958 · 1960 · 1962 · 1964 · 1966 · 1968 Non ottenne la ricandidatura |
| 43                                              |         | Paul Sarbanes           | Democratico                          | 3 gennaio 1971  | 3 gennaio 1973  | 92                                                             | 1       | 1970 Ricandidatosi nel 3° distretto                                                                                   |
| 44                                              |         | Marjorie Holt           | Repubblicano                         | 3 gennaio 1973  | 3 gennaio 1987  | 93 · 94 · 95 · 96 · 97 · 98 · 99                               | 7       | 1972 · 1974 · 1976 · 1978 · 1980 · 1982 · 1984                                                                        |
| 45                                              |         | Tom McMillen            | Democratico                          | 3 gennaio 1987  | 3 gennaio 1993  | 100 · 101 · 102                                                | 3       | 1986 · 1988 · 1990 |
| 46                                              |         | Albert Wynn             | Democratico                          | 3 gennaio 1993  | 31 maggio 2008  | 103 · 104 · 105 · 106 · 107 · 108 · 109 · 110                  | 7 1⁄2   | 1992 · 1994 · 1996 · 1998 · 2000 · 2002 · 2004 Dimessosi per non aver ottenuto la ricandidatura                       |
| Vacante                                         | Vacante | Vacante                 | Vacante                              | 31 maggio 2008  | 17 giugno 2008  | 110                                                            |         | |
| 47                                              |         | Donna Edwards           | Democratico                          | 17 giugno 2008  | 3 gennaio 2017  | 110 · 111 · 112 · 113 · 114                                    | 4 1⁄2   | Eletta per terminare il mandato di Wynn · 2008 · 2010 · 2012 · 2014 Candidatasi al Senato                             |
| 48                                              |         | Anthony Brown           | Democratico                          | 3 gennaio 2017  | 3 gennaio 2023  | 115 · 116 · 117                                                | 3       | 2016 · 2018 · 2020 Candidatosi a Procuratore generale del Maryland                                                    |
| 49                                              |         | Glenn Ivey              | Democratico                          | 3 gennaio 2023  | in carica       | 118 · 119                                                      | 2       | 2022 · 2024 |

### 5º distretto
Il 5° distretto fu rappresentato da un deputato tra il 1789 ed il 1803, da due deputati dal 1803 al 1833 e nuovamente da un deputato dal 1833.
| N.                                                                | Foto | Rappresentante      | Partito                                           | Carica       | Carica       | Congresso         | Mandati | Elezioni                                                 |
| N.                                                                | Foto | Rappresentante      | Partito                                           | Inizio       | Termine      | Congresso         | Mandati | Elezioni                                                 |
| ----------------------------------------------------------------- | ---- | ------------------- | ------------------------------------------------- | ------------ | ------------ | ----------------- | ------- | -------------------------------------------------------- |
| Il distretto venne creato il 4 marzo 1789                         |      |                     |                                                   |              |              |                   |         |                                                          |
| 1                                                                 |      | George Gale         | Pro-Amministrazione                               | 4 marzo 1789 | 3 marzo 1791 | 1                 | 1       | 1789 Perse la rielezione                                 |
| 2                                                                 |      | William Vans Murray | Pro-Amministrazione                               | 4 marzo 1791 | 3 marzo 1793 | 2                 | 1       | 1790 Ricandidatosi nell'8° distretto                     |
| 3                                                                 |      | Samuel Smith        | Anti-Amministrazione poi Democratico-Repubblicano | 4 marzo 1793 | 3 marzo 1803 | 3 · 4 · 5 · 6 · 7 | 5       | 1792 · 1794 · 1796 · 1798 · 1801 Ricandidatosi al Senato |
| Il distretto venne rappresentato da due delegati dal 4 marzo 1803 |      |                     |                                                   |              |              |                   |         |                                                          |

| Congresso | Periodo                           | Seggio A               | Seggio A                 | Seggio A                                                                      |                    | Seggio B                                      | Seggio B                                                                                     | Seggio B |
| Congresso | Periodo                           | Rappresentante         | Partito                  | Elezioni                                                                      | Rappresentante     | Partito                                       | Elezioni                                                                                     |          |
| --------- | --------------------------------- | ---------------------- | ------------------------ | ----------------------------------------------------------------------------- | ------------------ | --------------------------------------------- | -------------------------------------------------------------------------------------------- | -------- |
| 8         | 4 marzo 1803 - 3 marzo 1805       | Nicholas R. Moore      | Democratico-Repubblicano | 1803 1804 1806 1808 Perse la rielezione                                       | William McCreery   | Democratico-Repubblicano                      | 1803 1804 1806 Dimessosi                                                                     |          |
| 9         | 4 marzo 1805 - 3 marzo 1807       | Nicholas R. Moore      | Democratico-Repubblicano | 1803 1804 1806 1808 Perse la rielezione                                       | William McCreery   | Democratico-Repubblicano                      | 1803 1804 1806 Dimessosi                                                                     |          |
| 10        | 4 marzo 1807 - 3 marzo 1809       | Nicholas R. Moore      | Democratico-Repubblicano | 1803 1804 1806 1808 Perse la rielezione                                       | William McCreery   | Democratico-Repubblicano                      | 1803 1804 1806 Dimessosi                                                                     |          |
| 11        | 4 marzo 1809 - 3 marzo 1811       | Nicholas R. Moore      | Democratico-Repubblicano | 1803 1804 1806 1808 Perse la rielezione                                       | Alexander McKim    | Democratico-Repubblicano                      | 1808 1810 1812 Dimessosi                                                                     |          |
| 12        | 4 marzo 1811 - 3 marzo 1813       | Peter Little           | Democratico-Repubblicano | 1810 Perse la rielezione                                                      | Alexander McKim    | Democratico-Repubblicano                      | 1808 1810 1812 Dimessosi                                                                     |          |
| 13        | 4 marzo 1813 - 3 marzo 1815       | Nicholas R. Moore      | Democratico-Repubblicano | 1812 1814 Dimessosi                                                           | Alexander McKim    | Democratico-Repubblicano                      | 1808 1810 1812 Dimessosi                                                                     |          |
| 14        | 4 marzo 1815 - 1815               | Nicholas R. Moore      | Democratico-Repubblicano | 1812 1814 Dimessosi                                                           | William Pinkney    | Democratico-Repubblicano                      | 1814 Dimessosi                                                                               |          |
| 14        | 1815 - 4 febbraio 1816            | Vacante                | Vacante                  | Vacante                                                                       | William Pinkney    | Democratico-Repubblicano                      | 1814 Dimessosi                                                                               |          |
| 14        | 4 febbraio 1816 - 18 aprile 1816  | Samuel Smith           | Democratico-Repubblicano | Eletto per terminare il mandato di Moore 1816 1818 1820 1822 Eletto al Senato | William Pinkney    | Democratico-Repubblicano                      | 1814 Dimessosi                                                                               |          |
| 14        | 18 aprile 1816 - 2 dicembre 1816  | Samuel Smith           | Democratico-Repubblicano | Eletto per terminare il mandato di Moore 1816 1818 1820 1822 Eletto al Senato | Vacante            | Vacante                                       | Vacante                                                                                      |          |
| 14        | 2 dicembre 1816 - 3 marzo 1817    | Samuel Smith           | Democratico-Repubblicano | Eletto per terminare il mandato di Moore 1816 1818 1820 1822 Eletto al Senato | Peter Little       | Democratico-Repubblicano poi Anti-Jacksoniano | Eletto per terminare il mandato di Pinkney 1816 1818 1820 1822 1824 1826 Perse la rielezione |          |
| 15        | 4 marzo 1817 - 3 marzo 1819       | Samuel Smith           | Democratico-Repubblicano | Eletto per terminare il mandato di Moore 1816 1818 1820 1822 Eletto al Senato | Peter Little       | Democratico-Repubblicano poi Anti-Jacksoniano | Eletto per terminare il mandato di Pinkney 1816 1818 1820 1822 1824 1826 Perse la rielezione |          |
| 16        | 4 marzo 1819 - 3 marzo 1821       | Samuel Smith           | Democratico-Repubblicano | Eletto per terminare il mandato di Moore 1816 1818 1820 1822 Eletto al Senato | Peter Little       | Democratico-Repubblicano poi Anti-Jacksoniano | Eletto per terminare il mandato di Pinkney 1816 1818 1820 1822 1824 1826 Perse la rielezione |          |
| 17        | 4 marzo 1821 - 17 dicembre 1822   | Samuel Smith           | Democratico-Repubblicano | Eletto per terminare il mandato di Moore 1816 1818 1820 1822 Eletto al Senato | Peter Little       | Democratico-Repubblicano poi Anti-Jacksoniano | Eletto per terminare il mandato di Pinkney 1816 1818 1820 1822 1824 1826 Perse la rielezione |          |
| 17        | 17 dicembre 1822 - 4 gennaio 1823 | Vacante                | Vacante                  | Vacante                                                                       | Peter Little       | Democratico-Repubblicano poi Anti-Jacksoniano | Eletto per terminare il mandato di Pinkney 1816 1818 1820 1822 1824 1826 Perse la rielezione |          |
| 17        | 4 gennaio 1823 - 3 marzo 1823     | Isaac McKim            | Democratico-Repubblicano | Eletto per terminare il mandato di Smith 1823 Perse la rielezione             | Peter Little       | Democratico-Repubblicano poi Anti-Jacksoniano | Eletto per terminare il mandato di Pinkney 1816 1818 1820 1822 1824 1826 Perse la rielezione |          |
| 18        | 4 marzo 1823 - 3 marzo 1825       | Isaac McKim            | Democratico-Repubblicano | Eletto per terminare il mandato di Smith 1823 Perse la rielezione             | Peter Little       | Democratico-Repubblicano poi Anti-Jacksoniano | Eletto per terminare il mandato di Pinkney 1816 1818 1820 1822 1824 1826 Perse la rielezione |          |
| 19        | 4 marzo 1825 - 3 marzo 1827       | John Barney            | Anti-Jacksoniano         | 1824 1826 Perse la rielezione                                                 | Peter Little       | Democratico-Repubblicano poi Anti-Jacksoniano | Eletto per terminare il mandato di Pinkney 1816 1818 1820 1822 1824 1826 Perse la rielezione |          |
| 20        | 4 marzo 1827 - 3 marzo 1829       | John Barney            | Anti-Jacksoniano         | 1824 1826 Perse la rielezione                                                 | Peter Little       | Democratico-Repubblicano poi Anti-Jacksoniano | Eletto per terminare il mandato di Pinkney 1816 1818 1820 1822 1824 1826 Perse la rielezione |          |
| 21        | 4 marzo 1829 - 3 marzo 1831       | Elias Brown            | Jacksoniano              | 1829 Perse la rielezione                                                      | Benjamin C. Howard | Jacksoniano                                   | 1829 1831                                                                                    |          |
| 22        | 4 marzo 1831 - 3 marzo 1833       | John T. H. Worthington | Jacksoniano              | 1831                                                                          | Benjamin C. Howard | Jacksoniano                                   | 1829 1831                                                                                    |          |

| N.                                              | Foto    | Rappresentante       | Partito          | Carica           | Carica           | Congresso | Mandati | Elezioni |
| N.                                              | Foto    | Rappresentante       | Partito          | Inizio           | Termine          | Congresso | Mandati | Elezioni |
| ----------------------------------------------- | ------- | -------------------- | ---------------- | ---------------- | ---------------- | --- | ------- | --- |
| Il distretto tornò uninominale dal 4 marzo 1833 |         |                      |                  |                  |                  | |         | |
| 4                                               |         | Isaac McKim          | Jacksoniano      | 4 marzo 1833     | 3 marzo 1835     | 23 | 1       | 1833 Ricandidatosi nel 4° distretto |
| 5                                               |         | George C. Washington | Anti-Jacksoniano | 4 marzo 1835     | 3 marzo 1838     | 24 | 1       | 1835 |
| 6                                               |         | William C. Johnson   | Whig             | 4 marzo 1837     | 3 marzo 1843     | 25 · 26 · 27 | 3       | 1837 · 1839 · 1841 |
| 7                                               |         | Jacob A. Preston     | Whig             | 4 marzo 1843     | 3 marzo 1845     | 28 | 1       | 1844 |
| 8                                               |         | Albert Constable     | Democratico      | 4 marzo 1845     | 3 marzo 1847     | 29 | 1       | 1845 |
| 9                                               |         | Alexander Evans      | Whig             | 4 marzo 1847     | 3 marzo 1853     | 30 · 31 · 32 | 3       | 1847 · 1849 · 1851 |
| 10                                              |         | Henry May            | Democratico      | 4 marzo 1853     | 3 marzo 1855     | 33 | 1       | 1853 |
| 11                                              |         | Henry W. Hoffman     | Americano        | 4 marzo 1855     | 3 marzo 1857     | 34 | 1       | 1855 |
| 12                                              |         | Jacob M. Kunkel      | Democratico      | 4 marzo 1857     | 3 marzo 1861     | 35 · 36 | 2       | 1857 · 1859 |
| 13                                              |         | Francis Thomas       | Union            | 4 marzo 1861     | 3 marzo 1863     | 37 | 1       | 1861 Ricandidatosi nel 4° distretto |
| 14                                              |         | Benjamin G. Harris   | Democratico      | 4 marzo 1863     | 3 marzo 1867     | 38 · 39 | 2       | 1863 · 1864 |
| 15                                              |         | Frederick Stone      | Democratico      | 4 marzo 1867     | 3 marzo 1871     | 40 · 41 | 2       | 1866 · 1868 |
| 16                                              |         | William M. Merrick   | Democratico      | 4 marzo 1871     | 3 marzo 1873     | 42 | 1       | 1870 |
| 17                                              |         | William J. Albert    | Repubblicano     | 4 marzo 1873     | 3 marzo 1875     | 43 | 1       | 1872 |
| 18                                              |         | Eli J. Henkle        | Democratico      | 4 marzo 1875     | 3 marzo 1881     | 44 · 45 · 46 | 3       | 1874 · 1876 · 1878 |
| 19                                              |         | Andrew G. Chapman    | Democratico      | 4 marzo 1881     | 3 marzo 1883     | 47 | 1       | 1880 |
| 20                                              |         | Hart Benton Holton   | Repubblicano     | 4 marzo 1883     | 3 marzo 1885     | 48 | 1       | 1882 |
| 21                                              |         | Barnes Compton       | Democratico      | 4 marzo 1885     | 20 marzo 1890    | 49 · 50 · 51 | 2 1⁄2   | 1884 · 1886 Elezione contestata |
| 22                                              |         | Sydney E. Mudd I     | Repubblicano     | 20 marzo 1890    | 3 marzo 1891     | 51 | 1⁄2     | Vinse l'elezione contestata |
| 23                                              |         | Barnes Compton       | Democratico      | 4 marzo 1891     | 15 maggio 1894   | 52 · 53 | 1 1⁄2   | 1890 · 1892 Dimessosi |
| Vacante                                         | Vacante | Vacante              | Vacante          | 15 maggio 1894   | 6 novembre 1894  | 53 |         | |
| 24                                              |         | Charles E. Coffin    | Repubblicano     | 6 novembre 1894  | 3 marzo 1897     | 53 · 54 | 1 1⁄2   | Eletto per terminare il mandato di Compton 1894 |
| 25                                              |         | Sydney E. Mudd I     | Repubblicano     | 4 marzo 1897     | 3 marzo 1911     | 55 · 56 · 57 · 58 · 59 · 60 · 61 | 7       | 1896 · 1898 · 1900 · 1902 · 1904 · 1906 · 1908 |
| 26                                              |         | Thomas Parran Sr.    | Repubblicano     | 4 marzo 1911     | 3 marzo 1913     | 62 | 1       | 1910 |
| 27                                              |         | Frank O. Smith       | Democratico      | 4 marzo 1913     | 3 marzo 1915     | 63 | 1       | 1912 |
| 28                                              |         | Sydney E. Mudd II    | Repubblicano     | 4 marzo 1915     | 11 ottobre 1924  | 64 · 65 · 66 · 67 · 68 | 4 1⁄2   | 1914 · 1916 · 1918 · 1920 · 1922 Deceduto |
| Vacante                                         | Vacante | Vacante              | Vacante          | 11 ottobre 1924  | 4 novembre 1924  | 68 |         | |
| 29                                              |         | Stephen W. Gambrill  | Democratico      | 4 novembre 1924  | 19 dicembre 1938 | 68 · 69 · 70 · 71 · 72 · 73 · 74 · 75                                                                                                | 6 1⁄2   | Eletto per terminare il mandato di Mudd · 1924 · 1926 · 1928 · 1930 · 1932 · 1934 · 1936 · 1938 Deceduto                                                                                              |
| Vacante                                         | Vacante | Vacante              | Vacante          | 19 dicembre 1938 | 3 febbraio 1939  | 75 · 76 |         | |
| 30                                              |         | Lansdale Sasscer     | Democratico      | 3 febbraio 1939  | 3 gennaio 1953   | 76 · 77 · 78 · 79 · 80 · 81 · 82 | 6 1⁄2   | Eletto per terminare il mandato di Gambrill · 1940 · 1942 · 1944 · 1946 · 1948 · 1950 |
| 31                                              |         | Frank Small Jr.      | Repubblicano     | 3 gennaio 1953   | 3 gennaio 1955   | 83 | 1       | 1952 |
| 32                                              |         | Richard E. Lankford  | Democratico      | 3 gennaio 1955   | 3 gennaio 1965   | 84 · 85 · 86 · 87 · 88 | 5       | 1954 · 1956 · 1958 · 1960 · 1962 |
| 33                                              |         | Hervey G. Machen     | Democratico      | 3 gennaio 1965   | 3 gennaio 1969   | 89 · 90 | 2       | 1964 · 1966 |
| 34                                              |         | Lawrence Hogan       | Repubblicano     | 3 gennaio 1969   | 3 gennaio 1975   | 91 · 92 · 93 | 3       | 1968 · 1970 · 1972 Candidatosi a Governatore |
| 35                                              |         | Gladys Spellman      | Democratico      | 3 gennaio 1975   | 24 febbraio 1981 | 94 · 95 · 96 · 97 | 3 1⁄2   | 1974 · 1976 · 1978 · 1980 Dimessasi per motivi di salute |
| Vacante                                         | Vacante | Vacante              | Vacante          | 24 febbraio 1981 | 19 maggio 1981   | 97 |         | |
| 36                                              |         | Steny Hoyer          | Democratico      | 19 maggio 1981   | in carica        | 97 · 98 · 99 · 100 · 101 · 102 · 103 · 104 · 105 · 106 · 107 · 108 · 109 · 110 · 111 · 112 · 113 · 114 · 115 · 116 · 117 · 118 · 119 | 22 1⁄2  | Eletto per terminare il mandato di Spellman · 1982 · 1984 · 1986 · 1988 · 1990 · 1992 · 1994 · 1996 · 1998 · 2000 · 2002 · 2004 · 2006 · 2008 · 2010 · 2012 · 2014 · 2016 · 2018 · 2020 · 2022 · 2024 |

### 6º distretto
| N.                                                                               | Foto    | Rappresentante          | Partito                                           | Carica           | Carica           | Congresso                                                 | Mandati | Elezioni                                                                                |
| N.                                                                               | Foto    | Rappresentante          | Partito                                           | Inizio           | Termine          | Congresso                                                 | Mandati | Elezioni                                                                                |
| -------------------------------------------------------------------------------- | ------- | ----------------------- | ------------------------------------------------- | ---------------- | ---------------- | --------------------------------------------------------- | ------- | --------------------------------------------------------------------------------------- |
| Il distretto venne creato il 4 marzo 1789                                        |         |                         |                                                   |                  |                  |                                                           |         |                                                                                         |
| 1                                                                                |         | Daniel Carroll          | Pro-Amministrazione                               | 4 marzo 1789     | 3 marzo 1791     | 1                                                         | 1       | 1789 Perse la rielezione                                                                |
| 2                                                                                |         | Upton Sheredine         | Anti-Amministrazione                              | 4 marzo 1791     | 3 marzo 1793     | 2                                                         | 1       | 1790                                                                                    |
| 3                                                                                |         | Gabriel Christie        | Anti-Amministrazione poi Democratico-Repubblicano | 4 marzo 1793     | 3 marzo 1797     | 3 · 4                                                     | 2       | 1792 · 1794 Perse la rielezione                                                         |
| 4                                                                                |         | William Matthews        | Federalista                                       | 4 marzo 1797     | 3 marzo 1799     | 5                                                         | 1       | 1796 Non ricandidatosi                                                                  |
| 5                                                                                |         | Gabriel Christie        | Democratico-Repubblicano                          | 4 marzo 1799     | 3 marzo 1801     | 6                                                         | 1       | 1798 Non ricandidatosi                                                                  |
| 6                                                                                |         | John Archer             | Democratico-Repubblicano                          | 4 marzo 1801     | 3 marzo 1807     | 7 · 8 · 9                                                 | 3       | 1801 · 1803 · 1804 Perse la rielezione                                                  |
| 7                                                                                |         | John Montgomery         | Democratico-Repubblicano                          | 4 marzo 1807     | 29 aprile 1811   | 10 · 11 · 12                                              | 2 1⁄2   | 1806 · 1808 · 1810 Dimessosi per divenire Procuratore generale                          |
| Vacante                                                                          | Vacante | Vacante                 | Vacante                                           | 29 aprile 1811   | 26 ottobre 1811  | 12                                                        |         |                                                                                         |
| 8                                                                                |         | Stevenson Archer        | Democratico-Repubblicano                          | 26 ottobre 1811  | 3 marzo 1817     | 12 · 13 · 14                                              | 2 1⁄2   | Eletto per terminare il mandato di Montgomery · 1812 · 1814 Perse la rielezione         |
| 9                                                                                |         | Philip Reed             | Democratico-Repubblicano                          | 4 marzo 1817     | 3 marzo 1819     | 15                                                        | 1       | 1816 Perse la rielezione                                                                |
| 10                                                                               |         | Stevenson Archer        | Democratico-Repubblicano                          | 4 marzo 1819     | 3 marzo 1821     | 16                                                        | 1       | 1818 Non ricandidatosi                                                                  |
| 11                                                                               |         | Jeremiah Cosden         | Democratico-Repubblicano                          | 4 marzo 1821     | 19 marzo 1822    | 17                                                        | 1⁄2     | 1820 Elezione contestata                                                                |
| 12                                                                               |         | Philip Reed             | Democratico-Repubblicano                          | 19 marzo 1822    | 3 marzo 1823     | 17                                                        | 1⁄2     | Vinse l'elezione contestata Perse la rielezione                                         |
| 13                                                                               |         | George E. Mitchell      | Democratico-Repubblicano poi Jacksoniano          | 4 marzo 1823     | 3 marzo 1827     | 18 · 19                                                   | 2       | 1822 · 1824 Non ricandidatosi                                                           |
| 14                                                                               |         | Levin Gale              | Jacksoniano                                       | 4 marzo 1827     | 3 marzo 1829     | 20                                                        | 1       | 1826 Non ricandidatosi                                                                  |
| Vacante                                                                          | Vacante | Vacante                 | Vacante                                           | 3 marzo 1829     | 7 dicembre 1829  | 21                                                        |         |                                                                                         |
| 15                                                                               |         | George E. Mitchell      | Jacksoniano                                       | 7 dicembre 1829  | 28 giugno 1832   | 21 · 22                                                   | 1 1⁄2   | 1829 · 1831 Deceduto                                                                    |
| Vacante                                                                          | Vacante | Vacante                 | Vacante                                           | 28 giugno 1832   | 1 ottobre 1832   | 22                                                        |         |                                                                                         |
| 16                                                                               |         | Charles S. Sewall       | Jacksoniano                                       | 1 ottobre 1832   | 3 marzo 1833     | 22                                                        | 1⁄2     | Eletto per terminare il mandato di Mitchell                                             |
| 17                                                                               |         | William C. Johnson      | Anti-Jacksoniano                                  | 4 marzo 1833     | 3 marzo 1835     | 23                                                        | 1       | 1833 Non ricandidatosi                                                                  |
| 18                                                                               |         | Francis Thomas          | Jacksoniano poi Democratico                       | 4 marzo 1835     | 3 marzo 1841     | 24 · 25 · 26                                              | 3       | 1835 · 1837 · 1839 Candidatosi a Governatore                                            |
| 19                                                                               |         | John T. Mason Jr.       | Democratico                                       | 4 marzo 1841     | 3 marzo 1843     | 27                                                        | 1       | 1841                                                                                    |
| 20                                                                               |         | Thomas A. Spence        | Whig                                              | 4 marzo 1843     | 3 marzo 1845     | 28                                                        | 1       | 1844 Non ricandidatosi                                                                  |
| 21                                                                               |         | Edward H. C. Long       | Whig                                              | 4 marzo 1845     | 3 marzo 1847     | 29                                                        | 1       | 1845 Non ricandidatosi                                                                  |
| 22                                                                               |         | John W. Crisfield       | Whig                                              | 4 marzo 1847     | 3 marzo 1849     | 30                                                        | 1       | 1847 Non ricandidatosi                                                                  |
| 23                                                                               |         | John B. Kerr            | Whig                                              | 4 marzo 1849     | 3 marzo 1851     | 31                                                        | 1       | 1849 Non ricandidatosi                                                                  |
| 24                                                                               |         | Joseph S. Cottman       | Whig                                              | 4 marzo 1851     | 3 marzo 1853     | 32                                                        | 1       | 1851 Perse la rielezione                                                                |
| 25                                                                               |         | Augustus R. Sollers     | Whig                                              | 4 marzo 1853     | 3 marzo 1855     | 33                                                        | 1       | 1853                                                                                    |
| 26                                                                               |         | Thomas F. Bowie         | Democratico                                       | 4 marzo 1855     | 3 marzo 1859     | 34 · 35                                                   | 2       | 1855 · 1857 Perse la rielezione                                                         |
| 27                                                                               |         | George W. Hughes        | Democratico                                       | 4 marzo 1859     | 3 marzo 1851     | 36                                                        | 1       | 1859                                                                                    |
| 28                                                                               |         | Charles B. Calvert      | Union                                             | 4 marzo 1861     | 3 marzo 1863     | 37                                                        | 1       | 1861 Ricandidatosi nel 4° distretto                                                     |
| Il distretto venne abolito dal 4 marzo 1863 per effetto del censimento del 1860  |         |                         |                                                   |                  |                  |                                                           |         |                                                                                         |
| Il distretto venne ricreato dal 4 marzo 1873 per effetto del censimento del 1870 |         |                         |                                                   |                  |                  |                                                           |         |                                                                                         |
| 29                                                                               |         | Lloyd Lowndes Jr.       | Repubblicano                                      | 4 marzo 1873     | 3 marzo 1875     | 43                                                        | 1       | 1872 Perse la rielezione                                                                |
| 30                                                                               |         | William Walsh           | Democratico                                       | 4 marzo 1875     | 3 marzo 1879     | 44 · 45                                                   | 2       | 1874 · 1876 Non ricandidatosi                                                           |
| 31                                                                               |         | Milton G. Urner         | Repubblicano                                      | 4 marzo 1879     | 3 marzo 1883     | 46 · 47                                                   | 2       | 1878 · 1880 Non ricandidatosi                                                           |
| 32                                                                               |         | Louis E. McComas        | Repubblicano                                      | 4 marzo 1883     | 3 marzo 1891     | 48 · 49 · 50 · 51                                         | 4       | 1882 · 1884 · 1886 · 1888 Perse la rielezione                                           |
| 33                                                                               |         | William M. McKaig       | Democratico                                       | 4 marzo 1891     | 3 marzo 1895     | 52 · 53                                                   | 2       | 1890 · 1892 Non ricandidatosi                                                           |
| 34                                                                               |         | George Louis Wellington | Repubblicano                                      | 4 marzo 1895     | 3 marzo 1897     | 54                                                        | 1       | 1894 Eletto al Senato                                                                   |
| 35                                                                               |         | John McDonald           | Repubblicano                                      | 4 marzo 1897     | 3 marzo 1899     | 55                                                        | 1       | 1896                                                                                    |
| 36                                                                               |         | George A. Pearre        | Repubblicano                                      | 4 marzo 1899     | 3 marzo 1911     | 56 · 57 · 58 · 59 · 60 · 61                               | 6       | 1898 · 1900 · 1902 · 1904 · 1906 · 1908 Non ricandidatosi                               |
| 37                                                                               |         | David John Lewis        | Democratico                                       | 4 marzo 1911     | 3 marzo 1917     | 62 · 63 · 64                                              | 3       | 1910 · 1912 · 1914 Non ricandidatosi                                                    |
| 38                                                                               |         | Frederick N. Zihlman    | Repubblicano                                      | 4 marzo 1917     | 3 marzo 1931     | 65 · 66 · 67 · 68 · 69 · 70 · 71                          | 7       | 1916 · 1918 · 1920 · 1922 · 1924 · 1926 · 1928 Perse la rielezione                      |
| 39                                                                               |         | David John Lewis        | Democratico                                       | 4 marzo 1931     | 3 gennaio 1939   | 72 · 73 · 74 · 75                                         | 4       | 1930 · 1932 · 1934 · 1936 Non ricandidatosi                                             |
| 40                                                                               |         | William D. Byron        | Democratico                                       | 3 gennaio 1939   | 27 febbraio 1941 | 76 · 77                                                   | 1 1⁄2   | 1938 · 1940 Deceduto                                                                    |
| Vacante                                                                          | Vacante | Vacante                 | Vacante                                           | 27 febbraio 1941 | 27 maggio 1941   | 77                                                        |         |                                                                                         |
| 41                                                                               |         | Katharine Byron         | Democratico                                       | 27 maggio 1941   | 3 gennaio 1943   | 77                                                        | 1⁄2     | Eletta per terminare il mandato del marito Non ricandidatasi                            |
| 42                                                                               |         | James Glenn Beall       | Repubblicano                                      | 3 gennaio 1943   | 3 gennaio 1953   | 78 · 79 · 80 · 81 · 82                                    | 5       | 1942 · 1944 · 1946 · 1948 · 1950 Eletto al Senato                                       |
| 43                                                                               |         | DeWitt Hyde             | Repubblicano                                      | 3 gennaio 1953   | 3 gennaio 1959   | 83 · 84 · 85                                              | 3       | 1952 · 1954 · 1956 Perse la rielezione                                                  |
| 44                                                                               |         | John R. Foley           | Democratico                                       | 3 gennaio 1959   | 3 gennaio 1961   | 86                                                        | 1       | 1958 Perse la rielezione                                                                |
| 45                                                                               |         | Charles Mathias         | Repubblicano                                      | 3 gennaio 1961   | 3 gennaio 1969   | 87 · 88 · 89 · 90                                         | 4       | 1960 · 1962 · 1964 · 1966 Candidatosi al Senato                                         |
| 46                                                                               |         | John Glenn Beall Jr.    | Repubblicano                                      | 3 gennaio 1969   | 3 gennaio 1971   | 91                                                        | 1       | 1968 Candidatosi al Senato                                                              |
| 47                                                                               |         | Goodloe Byron           | Democratico                                       | 3 gennaio 1971   | 11 ottobre 1978  | 92 · 93 · 94 · 95                                         | 3 1⁄2   | 1970 · 1972 · 1974 · 1976 Deceduto                                                      |
| Vacante                                                                          | Vacante | Vacante                 | Vacante                                           | 11 ottobre 1978  | 3 gennaio 1979   | 95                                                        |         |                                                                                         |
| 48                                                                               |         | Beverly Byron           | Democratico                                       | 3 gennaio 1979   | 3 gennaio 1993   | 96 · 97 · 98 · 99 · 100 · 101 · 102                       | 7       | 1978 · 1980 · 1982 · 1984 · 1986 · 1988 · 1990 Non ottenne la ricandidatura             |
| 49                                                                               |         | Roscoe Bartlett         | Repubblicano                                      | 3 gennaio 1993   | 3 gennaio 2013   | 103 · 104 · 105 · 106 · 107 · 108 · 109 · 110 · 111 · 112 | 10      | 1992 · 1994 · 1996 · 1998 · 2000 · 2002 · 2004 · 2006 · 2008 · 2010 Perse la rielezione |
| 50                                                                               |         | John Delaney            | Democratico                                       | 3 gennaio 2013   | 3 gennaio 2019   | 113 · 114 · 115                                           | 3       | 2012 · 2014 · 2016 Dimessosi per candidarsi alla Presidenza                             |
| 51                                                                               |         | David Trone             | Democratico                                       | 3 gennaio 2019   | 3 gennaio 2025   | 116 · 117 · 118                                           | 3       | 2018 · 2020 · 2022 Candidatosi al Senato                                                |
| 52                                                                               |         | April McClain-Delaney   | Democratico                                       | 3 gennaio 2025   | in carica        | 119                                                       | 1       | 2024                                                                                    |

### 7º distretto
| N.                                                               | Foto    | Rappresentante       | Partito                             | Carica           | Carica           | Congresso                                                                   | Mandati | Elezioni |
| N.                                                               | Foto    | Rappresentante       | Partito                             | Inizio           | Termine          | Congresso                                                                   | Mandati | Elezioni |
| ---------------------------------------------------------------- | ------- | -------------------- | ----------------------------------- | ---------------- | ---------------- | --------------------------------------------------------------------------- | ------- | --- |
| Il distretto venne creato nel 1793                               |         |                      |                                     |                  |                  |                                                                             |         | |
| 1                                                                |         | William Hindman      | Pro-Amministrazione poi Federalista | 4 marzo 1793     | 3 marzo 1799     | 3 · 4 · 5                                                                   | 3       | 1792 · 1794 · 1796 |
| 2                                                                |         | Joseph H. Nicholson  | Democratico-Repubblicano            | 4 marzo 1799     | 1 marzo 1806     | 6 · 7 · 8 · 9                                                               | 3 1⁄2   | 1798 · 1802 · 1803 · 1804 Dimessosi                                                                                                   |
| Vacante                                                          | Vacante | Vacante              | Vacante                             | 1 marzo 1806     | 3 dicembre 1806  | 9                                                                           |         | |
| 3                                                                |         | Edward Lloyd         | Democratico-Repubblicano            | 3 dicembre 1806  | 3 marzo 1809     | 9 · 10                                                                      | 1 1⁄2   | Eletto per terminare il mandato di Nicholson · 1806 Candidatosi come Governatore                                                      |
| 4                                                                |         | John Brown           | Democratico-Repubblicano            | 4 marzo 1809     | 1810             | 11                                                                          | 1⁄2     | 1808 Dimessosi per assumere incarico nella contea di Queen Anne                                                                       |
| Vacante                                                          | Vacante | Vacante              | Vacante                             | 1810             | 29 novembre 1810 | 11                                                                          |         | |
| 5                                                                |         | Robert Wright        | Democratico-Repubblicano            | 29 novembre 1810 | 3 marzo 1817     | 11 · 12 · 13 · 14                                                           | 3 1⁄2   | Eletto per terminare il mandato di Brown · 1810 · 1812 · 1814 Non ricandidatosi                                                       |
| 6                                                                |         | Philip Reed          | Democratico-Repubblicano            | 4 marzo 1817     | 3 marzo 1819     | 15                                                                          | 1       | 1816 |
| 7                                                                |         | Stevenson Archer     | Democratico-Repubblicano            | 4 marzo 1819     | 3 marzo 1821     | 16                                                                          | 1       | 1818 |
| 8                                                                |         | Robert Wright        | Democratico-Repubblicano            | 4 marzo 1821     | 3 marzo 1823     | 17                                                                          | 1       | 1820 Non ricandidatosi |
| 9                                                                |         | William Hayward, Jr. | Democratico-Repubblicano            | 4 marzo 1823     | 3 marzo 1825     | 18                                                                          | 1       | 1822 Non ricandidatosi |
| 10                                                               |         | John Leeds Kerr      | Anti-Jacksoniano                    | 4 marzo 1825     | 3 marzo 1829     | 19 · 20                                                                     | 2       | 1824 · 1826 Perse la rielezione |
| 11                                                               |         | Richard Spencer      | Jacksoniano                         | 4 marzo 1829     | 3 marzo 1831     | 21                                                                          | 1       | 1829 Perse la rielezione |
| 12                                                               |         | John Leeds Kerr      | Anti-Jacksoniano                    | 4 marzo 1831     | 3 marzo 1833     | 22                                                                          | 1       | 1831 |
| 13                                                               |         | Francis Thomas       | Jacksoniano                         | 4 marzo 1833     | 3 marzo 1835     | 23                                                                          | 1       | 1833 Ricandidatosi nel 6° distretto                                                                                                   |
| 14                                                               |         | Daniel Jenifer       | Anti-Jacksoniano poi Whig           | 4 marzo 1835     | 3 marzo 1841     | 24 · 25 · 26                                                                | 3       | 1835 · 1837 · 1839 |
| 15                                                               |         | Augustus R. Sollers  | Whig                                | 4 marzo 1841     | 3 marzo 1843     | 27                                                                          | 1       | 1841 |
| Distretto eliminato il 3 marzo 1843 dopo il censimento del 1840  |         |                      |                                     |                  |                  |                                                                             |         | |
| Distretto ricreato il 3 gennaio 1953 dopo il censimento del 1950 |         |                      |                                     |                  |                  |                                                                             |         | |
| 16                                                               |         | Samuel Friedel       | Democratico                         | 3 gennaio 1953   | 3 gennaio 1971   | 83 · 84 · 85 · 86 · 87 · 88 · 89 · 90 · 91                                  | 9       | 1952 · 1954 · 1956 · 1958 · 1960 · 1962 · 1964 · 1966 · 1968 Non ottenne la ricandidatura                                             |
| 17                                                               |         | Parren Mitchell      | Democratico                         | 3 gennaio 1971   | 3 gennaio 1987   | 92 · 93 · 94 · 95 · 96 · 97 · 98 · 99                                       | 8       | 1970 · 1972 · 1974 · 1976 · 1978 · 1980 · 1982 · 1984 Candidatosi a Vicegovernatore                                                   |
| 18                                                               |         | Kweisi Mfume         | Democratico                         | 3 gennaio 1987   | 15 febbraio 1996 | 100 · 101 · 102 · 103 · 104                                                 | 4 1⁄2   | 1986 · 1988 · 1990 · 1992 · 1994 Dimessosi per divenire CEO della NAACP                                                               |
| Vacante                                                          | Vacante | Vacante              | Vacante                             | 15 febbraio 1996 | 16 aprile 1996   | 104                                                                         |         | |
| 19                                                               |         | Elijah Cummings      | Democratico                         | 16 aprile 1996   | 17 ottobre 2019  | 104 · 105 · 106 · 107 · 108 · 109 · 110 · 111 · 112 · 113 · 114 · 115 · 116 | 11 1⁄2  | Eletto per terminare il mandato di Mfume · 1996 · 1998 · 2000 · 2002 · 2004 · 2006 · 2008 · 2010 · 2012 · 2014 · 2016 · 2018 Deceduto |
| Vacante                                                          | Vacante | Vacante              | Vacante                             | 17 ottobre 2019  | 5 maggio 2020    | 116                                                                         |         | |
| 20                                                               |         | Kweisi Mfume         | Democratico                         | 5 maggio 2020    | in carica        | 116 · 117 · 118 · 119                                                       | 3 1⁄2   | Eletto per terminare il mandato di Cummings · 2020 · 2022 · 2024                                                                      |

### 8º distretto
| N.                                            | Foto | Rappresentante       | Partito                             | Carica         | Carica         | Congresso                                     | Mandati | Elezioni                                                                   |
| N.                                            | Foto | Rappresentante       | Partito                             | Inizio         | Termine        | Congresso                                     | Mandati | Elezioni                                                                   |
| --------------------------------------------- | ---- | -------------------- | ----------------------------------- | -------------- | -------------- | --------------------------------------------- | ------- | -------------------------------------------------------------------------- |
| Il distretto venne creato il 3 marzo 1793     |      |                      |                                     |                |                |                                               |         |                                                                            |
| 1                                             |      | William Vans Murray  | Pro-Amministrazione poi Federalista | 4 marzo 1793   | 3 marzo 1797   | 3 · 4                                         | 2       | 1792 · 1794 Non ricandidatosi                                              |
| 2                                             |      | John Dennis          | Federalista                         | 4 marzo 1797   | 3 marzo 1805   | 5 · 6 · 7 · 8                                 | 4       | 1796 · 1798 · 1801 · 1803 Non ricandidatosi                                |
| 3                                             |      | Charles Goldsborough | Federalista                         | 4 marzo 1805   | 3 marzo 1817   | 9 · 10 · 11 · 12 · 13 · 14                    | 6       | 1804 · 1806 · 1808 · 1810 · 1812 · 1814 Non ricandidatosi                  |
| 4                                             |      | Thomas Bayly         | Federalista                         | 4 marzo 1817   | 3 marzo 1823   | 15 · 16 · 17                                  | 3       | 1816 · 1818 · 1820 Non ricandidatosi                                       |
| 5                                             |      | John S. Spence       | Democratico-Repubblicano            | 4 marzo 1823   | 3 marzo 1825   | 18                                            | 1       | 1822 Perse la rielezione                                                   |
| 6                                             |      | Robert N. Martin     | Anti-Jacksoniano                    | 4 marzo 1825   | 3 marzo 1827   | 19                                            | 1       | 1824 Non ricandidatosi                                                     |
| 7                                             |      | Ephraim King Wilson  | Anti-Jacksoniano poi Jacksoniano    | 4 marzo 1827   | 3 marzo 1831   | 20 · 21                                       | 2       | 1826 · 1829 Non ricandidatosi                                              |
| 8                                             |      | John S. Spence       | Anti-Jacksoniano                    | 4 marzo 1831   | 3 marzo 1833   | 22                                            | 1       | 1831                                                                       |
| 9                                             |      | John T. Stoddert     | Jacksoniano                         | 4 marzo 1833   | 3 marzo 1825   | 23                                            | 1       | 1833 Non ricandidatosi                                                     |
| Il distretto venne abolito il 4 marzo 1835    |      |                      |                                     |                |                |                                               |         |                                                                            |
| Il distretto venne ricreato il 3 gennaio 1967 |      |                      |                                     |                |                |                                               |         |                                                                            |
| 10                                            |      | Gilbert Gude         | Repubblicano                        | 3 gennaio 1967 | 3 gennaio 1977 | 90 · 91 · 92 · 93 · 94                        | 5       | 1966 · 1968 · 1970 · 1972 · 1974 Non ricandidatosi                         |
| 11                                            |      | Newton Steers        | Repubblicano                        | 3 gennaio 1977 | 3 gennaio 1979 | 95                                            | 1       | 1976 Perse la rielezione                                                   |
| 12                                            |      | Michael D. Barnes    | Democratico                         | 3 gennaio 1979 | 3 gennaio 1987 | 96 · 97 · 98 · 99                             | 4       | 1978 · 1980 · 1982 · 1984 Non ottenne la ricandidatura                     |
| 13                                            |      | Connie Morella       | Repubblicano                        | 3 gennaio 1987 | 3 gennaio 2003 | 100 · 101 · 102 · 103 · 104 · 105 · 106 · 107 | 8       | 1986 · 1988 · 1990 · 1992 · 1994 · 1996 · 1998 · 2000 Perse la rielezione  |
| 14                                            |      | Chris Van Hollen     | Democratico                         | 3 gennaio 2003 | 3 gennaio 2017 | 108 · 109 · 110 · 111 · 112 · 113 · 114       | 7       | 2002 · 2004 · 2006 · 2008 · 2010 · 2012 · 2014 · Candidatosi come Senatore |
| 15                                            |      | Jamie Raskin         | Democratico                         | 3 gennaio 2017 | in carica      | 115 · 116 · 117 · 118 · 119 ·                 | 5       | 2016 · 2018 · 2020 · 2022 · 2024                                           |